# Æthelwulf av Wessex
Æthelwulf av Wessex, död 858, var en engelsk monark. Han var en av fyra söner till Kung Egbert av Wessex. Han var kung av Wessex 839-858 och far till Alfred den store. 